# Шмидт-Дольф, Адольф
Адольф Шмидт, известный также под псевдонимом Шмидт-Дольф (нем. Adolf Schmidt-Dolf; 23 апреля 1845, Брайтенфурт-бай-Вин — 28 ноября 1905, Вена) — австрийский хоровой дирижёр, музыкальный педагог и композитор.
Два года изучал право в Венском университете, однако затем решил посвятить себя музыке. Учился игре на фортепиано у Йозефа Дакса и Йозефа Адальберта Пахера, вокалу у Юлиуса Штокхаузена, композиции и теории у Симона Зехтера и Франца Кренна.
С 1867 г. музикдиректор коллегиума иезуитов в Кальксбурге (ныне в составе Вены).
В 1879—1905 гг. преподавал вокал и клавир в Клавирной школе Хорака, одновременно в 1881—1884 гг. возглавлял Венскую певческую академию.
В 1886 г. основал Венское женское певческое общество. Автор вокальных, хоровых и фортепианных сочинений.